# Amna Suleiman
Amna Suleiman (Damasc, 1982) és una mestra i activista siriana, que lluita pels drets de les dones a la Franja de Gaza defensant el seu dret a anar en bicicleta. L'any 2016 va ser l'única dona membre d'un club de ciclisme a Gaza.

## Biografia
Suleiman va néixer a la capital siriana i es va traslladar a Gaza als anys 1990, on viu al Camp de Jabalia i treballa fent de voluntària en un orfenat local, ensenyant l'Alcorà i practicant ciclisme amb un grup local de dones.
A Gaza el costum és que les dones no vagin amb bicicleta després de la pubertat. Això no obstant, Suleiman va començar a anar amb bicicleta el 2015 al costat de les seves amigues per motius de salut i per a recordar els millors moments de la seva infantesa. Poc després, va establir el que es considera el primer club ciclista femení sota l'administració del partit Hamàs a la Franja de Gaza.
La pràctica esportiva de les dones s'ha restringit a la Franja de Gaza des que Hamàs va arribar al poder. Segons Ahmad Muheisin, funcionari de l'oficina de joventut i del ministeri de l'esport de Gaza, el ciclisme femení és considerat una «violació» dels valors tradicionals.
Suleiman advoca perquè les dones segueixin anant en bicicleta després de la pubertat i ha declarat a través del New York Times que les joves de Gaza haurien d'insistir als seus futurs esposos que els permetin utilitzar les bicicletes com a condició per al matrimoni. El 2016 va ser triada per la BBC com una de les 100 Dones més influents.